# Nanyaojie
Nanyaojie (kinesiska: 南腰界) är en köping i sydvästra Kina. Den ligger i häradet Youyang i storstadsområdet Chongqing, omkring 240 kilometer sydost om det centrala stadsdistriktet Yuzhong. Antalet invånare är 12 156. Befolkningen består av 5 931 kvinnor och 6 225 män. Barn under 15 år utgör 32 %, vuxna 15-64 år 53 %, och äldre över 65 år 13,0 %.